# Stanislaus von Chlapowski
Stanislaus von Chlapowski (polnisch Stanisław Chłapowski; * 12. August 1822 in Posen; † 1. Oktober 1902 in Szoldry bei Schrimm, Posen) war Offizier, Rittergutsbesitzer und Mitglied des Deutschen Reichstags.

## Leben
Chlapowski besuchte das Gymnasium in Posen und absolvierte danach die vereinigte Artillerie- und Ingenieurschule in Berlin. Er war Kommandeur des Papstes Pius IX. und Artillerieoffizier und besaß das Rittergut Szoldry.
Stanislaus von Chlapowski war Mitglied des Norddeutschen Parlaments von 1867 bis 1871. Von 1870 bis 1888 war er Mitglied des Preußischen Hauses der Abgeordneten. Weiter war er Mitglied des Provinziallandtages des Großherzogtums Posen von 1852 bis 1893. Ab 1887 gehörte er der Preußischen Ersten Kammer an.
Von 1881 bis 1884 und von 1893 bis 1898 war er Mitglied des Deutschen Reichstages für die Polnische Fraktion und den Wahlkreis Posen 6 (Fraustadt).